# RS-241
De RS-241 is een regionale transversaal lopende weg in de deelstaat Rio Grande do Sul in het zuiden van Brazilië. De weg ligt tussen São Francisco de Assis en São Vicente do Sul.
De weg heeft een lengte van 54,2 kilometer.

## Aansluitende wegen
- BR-377 bij São Francisco de Assis
- RS-640
- BR-287 bij São Vicente do Sul

RS-241 · RS-518 · RS-602 · RS-630 · RS-634 · RS-640 · RS-699 · RS-734